# نبردهای مذار و حرورا
نبردهای حرورا و مذار به‌طور پشت سرهم و در نیمه دوم سال ۶۸۶ و به ترتیب در اطراف بصره و کوفه روی دادند که در جنوب عراق واقع‌اند. این نبردها میان نیروهای مصعب بن زبیر فرماندار بصره، از سوی برادرش خلیفه اول حکومت آل زبیر عبدالله بن زبیر، و احمر بن شمیط از سوی مختار ثقفی، حاکم کوفه از حامیان خاندان‌علی روی داد.

## جایگاه نبرد
مذار شهری بود که در راه‌نظامی میان کوفه و بصره و در امتداد یکی از شاخه‌های فرعی رود دجله قرار گرفته‌بود. این شهر در ۳۲۰ کیلومتری جنوب‌شرقی کوفه و در ۶۵ کیلومتری شمال بصره واقع گردیده‌بود. حرورا نیز روستایی کوچک نزدیک به کوفه بوده‌است. تاریخ‌نگاران بر اساس توضیحات جغرافیایی یاقوت حموی در سدهٔ سیزدهم میلادی، جایگاه حرورا را در ۳ کیلومتری جنوب کوفه تخمین زده‌اند. طبق منابع قرون وسطی، در دوران پیش از اسلام و در سده هفتم میلادی، حرورا در کنار فرات یا یکی از آبراهه‌های منشعب از آن قرار داشت. ولی محل آن در سدهٔ نهم، درون بیابان توصیف شده‌است. تاریخ‌نگار لئورا وچا ولیری بیان نموده‌است که احتمالاً سیستم آب‌نگاری منطقه دچار دگرگونی شده‌است.

## پیش‌زمینه
در میان دومین جنگ داخلی مسلمانان (۶۸۰–۶۹۲)، اصلی‌ترین مخالف با خلافت اموی در سوریه، از سوی خلیفه خودخوانده، عبدالله بن زبیر و به مرکزیت مکه صورت می‌پذیرفت. برادر جوانتر ابن‌زبیر، مصعب فرمانداری بصره که یکی از مهمترین پادگان شهرهای عراق بود را در اختیار داشت. در سال ۶۸۵، یکی از حامیان خاندان‌علی به نام مختار ثقفی، به پشتوانهٔ هواداران عرب و مَوالی (غیرعرب‌های مسلمان شده) قیام نمود و فرماندار زبیری را از کوفه بیرون کرد و فرمانروای بیشتر نواحی عراق گشت. کوفه دیگر پادگان شهر بسیار مهم در عراق آن‌روزی بود. در نتیجه فرمانروایی زبیریان به عربستان و بصره محدود گشت.
در شورش مختار، مَوالی همان غیرعرب‌های ارمنی و ایرانی بودند. آنان در طول نخستین فتوحات مسلمانان اسیر شده و بعدها به اسلام گرویده‌بودند یا از قشر دهقانان و صنعتگران به مختار گرویده بودند. مطابق آداب و رسوم عرب‌های آن دوره، هر یک از مسلمان شدگان غیرعرب به یکی از قبیله‌های عربی وارد می‌شدند اما از احترام و رتبه پایین‌تری نسبت به دیگر اعضا بهره می‌بردند و نام موالی بر آنان گذاشته‌می‌شد. اما در عمل آنان همانند بردگان اشراف قبایل عرب بودند. سیاست مورد علاقهٔ مختار در رفتار با موالی منجر به اعطای آزادی به آنان گردیده بود و بدست آوردن جایگاه‌های اجتماعی و نظامی همسان باعرب‌ها از سوی موالی جرقهٔ شورشی نظامی از سوی اشراف کوفه علیه مختار را زد. این شورش شکست خورد و موالی دست به شکار اربابان پیشین خود زدند. پیرامون ده‌هزار نفر به بصره گریختند و خانه‌های آنان در کوفه بدست سربازان مختار منهدم گردید. برجسته‌ترین چهره‌ها میان فراریان، شبث بن ربعی و محمد بن الاشعث بودند، که از مصعب درخواست یاری نموده و او را متقاعد کردند که به رویارویی با مختار بپردازد. مصعب باتجربه‌ترین فرمانده‌اش، مهلب بن ابی‌صفره که در حال نبرد با خوارج بود را احضار کرده و تهاجم‌اش به‌سوی کوفه را آغاز نمود. در این هنگام روابط مختار با یکی از نیرومندترین افرادش یعنی ابراهیم بن مالک‌اشتر به‌تیرگی گراییده‌بود. ابن‌اشتر فرمانداری موصل و مناطق شرقی جزیره (بین‌النهرین علیا) را در دست داشت. ممکن است یکی از عوامل این جدایی، مصعب بوده‌باشد.

## نبرد مذار
مصعب جاسوسان خود را روانه کوفه نمود تا با جذب هوادارانی، نیروی مختار را در مرکز فرماندهی‌اش کاهش دهد. سپاه مصعب به پنج گروه تقسیم شدند که هر کدام قبیله‌ای از قبایل بصره را نمایندگی می‌کردند. قبیله بکر بن وائل به وسیلهٔ مالک بن مسمع بکری، قبیله عبدالقیس به وسیلهٔ مالک بن منذر، قبایل ساکنان جبال به وسیلهٔ قیس بن هیثم سلمی، قبیلهٔ أزد به وسیلهٔ زیاد بن عمرو و بنی تمیم توسط احنف بن قیس فرماندهی می‌شدند. فرماندهی جناح چپ برعهدهٔ مهلب بن ابی‌صفره قرار گرفت، و جناح راست به عمر بن عبیدالله سپرده شد. پیاده‌نظام او به وسیلهٔ عباد بن حصین فرماندهی می‌شد. علاوه بر سربازان بصره‌ای، فراریان اهل کوفه نیز در سپاه مصعب حضور داشتند.
مختار با آگاهی یافتن از تحرکات مصعب، اهالی کوفه را گردآورد و به آنان وعدهٔ پیروزی در مذار را داد. سپاه او به وسیلهٔ احمر بن شُمیط فرماندهی می‌شد. برخی از سربازان مختار که همراه با ابن‌اشتر در موصل بودند پس از آنکه ابن‌اشتر به نامه‌های مختار بی‌توجهی نمود به سوی مختار بازگشتند. جناح راست سپاه ابن شمیط به وسیلهٔ عبدالله بن کامل شاکری و عبدالله بن وهب جناح چپ سپاه او را فرماندهی می‌کردند. فرماندهی پیاده‌نظام برعهدهٔ خطیر بن اسماعیل کندی و فرماندهی سواره‌نظام به عبدسلولی واگذار گردید. فرماندهی موالی برعهدهٔ محافظ مخصوص مختار یعنی کیسان ابوعمره قرار داشت. ابن‌شمیط به سوی بصره حرکت نمود و در مذار اردو زد و کمی بعد مصعب به رویارویی با او شتافت. با آنکه نیروهای موالی سوار بر اسب بودند اما فرمانده جناح چپ سپاه ابن‌شمیط یعنی عبدالله بن وهب، که احتمالاً از موالی‌ها بیزار بود، پیشنهاد داد از آنجایی که آنان ضعیف هستند و در صورت حمله احتمال دارد که از جنگ بگریزند، بنابراین بهتر است که پیاده به میدان بروند. ابن‌شمیط این پیشنهاد را پذیرفت و به موالی دستور داد تا از اسب پیاده شوند.
پیش از نبرد، هر دو سوی نبرد نیروهایشان را احضار نمودند تا از آنان بر اقتدار و فرمانبرداری از رهبرانشان یعنی ابن‌زبیر و مختار گواهی بگیرند. حملهٔ سواره نظام عباد با شکست روبرو گردید. سپس، مهلب به جناح راست کوفی‌ها که به‌وسیلهٔ ابن‌کامل شاکری فرماندهی می‌شد، حمله کرد و آنان را شکست داد. جناح راست سپاه بصره به جناح چپ کوفی‌ها حمله برد و آنان را شکست داد. کمی بعد فرمانده کل نیروهای کوفی یعنی احمر بن شُمیط شکست خورد و کشته شد. مهلب به سواران خود دستور داد بر پیاده‌نظام کوفی‌ها بتازند که باعث گریختن کوفی‌ها گردید. سپس مصعب، محمد بن اشعث را همراه با سوارانش اعزام نمود تا بر فراریان یورش برند و به آنان گفت: «انتقامتان را بگیرید [از موالی‌ها]!» بسیاری از سوارهای کوفی توانستند بگریزند ولی بیشتر پیاده‌نظام کوفی کشته شدند یا به اسارت درآمدند. همهٔ اسیران به دست کوفی‌های مهاجر در سپاه مصعب کشته شدند. برخلاف پیش‌بینی ابن وهب، موالی مقاومت شدیدی از خود نشان دادند و شمار زیادی از آنان کشته شدند. رهبر آنان ابوعمره کیسان نیز احتمالاً در همین نبرد کشته شد زیرا پس از این رویداد دیگر در منابع از او یاد نشده‌است. بازماندگان سپاه مختار به کوفه عقب نشستند و خبر شکست‌شان را به مختار رساندند. این اخبار حیثیت مختار را لکه‌دار نمود. با توجه به وعدهٔ او در مورد پیروزی، موالی‌های تحت امرش که به میدان نرفته‌بودند، گفتند: «او این بار دروغ گفت». مختار اظهار کرد: «به خداوند از غلامان [موالی] کشتاری کرده‌اند که هرگز مانند آن را کسی نشنیده». منابع تاریخی تاریخ دقیق این رویداد را ذکر نکرده‌اند ولی تاریخ‌نگاران امروزی تخمین زده‌اند که این واقعه احتمالاً در میانهٔ سال ۶۸۶ م اتفاق افتاده باشد.

## نبرد حرورا
مصعب دست به تعقیب فراریان کوفی زد؛ و از آنجایی که قصد داشت سریعاً خود را به کوفه برساند، سواره‌نظام را از راه زمین و پیاده‌نظام و تدارکات مورد نیاز را از راه قایق و فرات به سوی کوفه راهی نمود. مختار با آگاهی از این رویداد استحکامات کاخ کوفه را بهبود داد و به جمع‌آوری تدارکات مبادرت ورزید و کوفه را تحت فرماندهی عبدالله بن شداد قرار داد. سپس او به سلیحین رفت، این مکان میان حیره و قادسیه واقع گردیده‌بود. او در اینجا بر روی فرات سد زد و آب آن را به کانال‌هایی که به قادسیه و حیره منتهی می‌شد هدایت نمود در نتیجه قایق‌های مصعب به گل نشستند؛ بنابراین سربازان مصعب مجبور گردیدند که پیاده ادامه راه را طی کنند در همین حال مصعب و سواران تحت امرش به سد حمله کردند و آن را از بین بردند و به سوی کوفه تاختند. مختار اردوی خود را به حرورا منتقل نمود تا از ورود مصعب به کوفه جلوگیری نماید.
مصعب خیلی زود به حرورا رسید. فرماندهی سپاه کوفیان همراه او برعهدهٔ محمد بن اشعث قرار داشت. مهلب در جناح راست و جناح چپ به وسیلهٔ عمر بن عبیدالله فرماندهی می‌شدند. فرماندهی پیادگان نیز به مقاتل بن مسمع بکری واگذار گردید. مختار، عبدالله بن قراد خثعمی را به فرماندهی شرطه‌هایش منصوب نمود. جناح راست و چپ سپاه او به ترتیب به وسیلهٔ سلیم بن یزید کندی و سعید بن منقذ ثوری فرماندهی می‌شدند. فرماندهی سواران و پیادگان نیز به ترتیب به عمر بن عبدالله نهدی و مالک بن عمر نهدی واگذار گردید. مالک بن عمر یکی از کهنه‌سربازانی بود که در نبرد صفین سال ۶۵۷ نیز حضور داشت.
هنگامی که دو سپاه به نزدیکی یکدیگر رسیدند، مختار به سوی هر یک از پنج قسمت سپاه مصعب، دسته‌ای از نیروهایش را روانه نمود و خودش در میان سربازانش ماند. نیروهای مختار توانستند در برابر نیروهای بصره‌ای بکر و عبدالقیس موفقیت‌هایی کسب کنند و آنان را عقب برانند. سپس آنان موفق شدند یک پنجم اهل جبال را نیز عقب زنند و به مصعب نزدیک شوند. در همین هنگام مصعب همراه با سربازانش بر جایگاه مرتفعی سنگر گرفته و به سوی سربازان مختار تیراندازی می‌نمود. در همین میان و با نهیب مصعب، مهلب همراه به سربازان ازدی و تمیمی به نیروهای مختار یورش بردند و ضربات سختی به آنان وارد نمودند گرچه نبردی سخت تا هنگامهٔ غروب به درازا انجامید. از میان کشته شدگان می‌توان به عمر بن عبدالله، مالک بن عمرو، سعید بن منقذ و ۷۰ تن از سوارانش، سلیم بن یزید و ۹۰ تن از سوارانش و محمد بن اشعث و بیشتر سوارانش اشاره نمود. مختار که همراه شرطه‌هایش می‌جنگید، که حداقل سه تن از آنان نیز کشته‌شدند. مختار در میان کوچه شبث در ورودی جنوبی کوفه به مقاومت پرداخت ولی سرانجام مجبور گردید همراه با سایر محافظانش که زنده مانده‌بودند به درون کاخ کوفه عقب بنشیند. بز طبق جمع‌بندی تاریخ‌نگار جرالد هاثینگ، «برتری بدست‌امده» توسط زبیریان در مذار باعث تضعیف و شکست نیروهای مختار در حرورا گردید.

## پیامد
نیروهای مصعب تلاش کردند تا وارد کوفه شوند و مختار را درون کاخش به محاصره دربیاورند. مدافعان مختار مقاومت اندکی دربرابر سپاه مصعب نشان دادند و آنان وارد شهر گشتند. در نتیجه محاصره چهار ماه به درازا انجامید. در هنگام محاصره مختار و ۲۰۰ تن از مدافعان یکبار به حمله کنندگان یورش بردند و ۱۰۰ تن از آنان را پراکنده کردند. آنان به درون کاخ بازگشتند و محاصره ادامه یافت. سرانجام مختار به همراه نوزده تن از یارانش کاخ را ترک و در آخرین رویارویی‌شان به سپاه مصعب، کشته شدند. این رویداد در ۳ آوریل ۶۸۷ میلادی به وقوع پیوست.
مصعب تحت فشار اشراف کوفه که در اردوی او بودند همانند عبدالرحمن پسر محمد بن اشعث، تضمین نمود که از طرفداران و پشتیبانان مختار در کوفه، کشتار گسترده‌ای به راه بیندازد. به گفتهٔ شرق‌شناس هنری لمنس، مصعب «به همان تعداد که یاران مختار از نیروهای او کشته بودند از اسیرانشان اعدام نمود». براساس روایت‌های ابومخنف، عبدالله بن عمر بن خطاب، مصعب را به قتل ۷۰۰۰ نفر از اهالی کوفه متهم کرد اگرچه برطبق روایت واقدی بیان می‌کند که مصعب جنگجویان تسلیم شدهٔ مختار درون قصر را که دربرگیرندهٔ ۷۰۰ عرب و همهٔ موالی بودند را اعدام کرد و پس از آن ۶۰۰۰ نفر از اهالی کوفه که طرفدار مختار بودند را نیز گردن زد. با از میان برداشتن مختار و پیوستن ابن‌اشتر به زبیریان، مصعب کنترل همهٔ عراق را بدست آورد و به سواد و جبال که از توابع کوفه بودند، افرادی فرستاد تا خراج آنان را جمع‌آوری نمایند.